# 项松茂

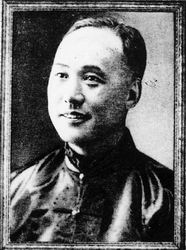
项松茂像

项松茂（1880年—1932年1月31日），中国新药业先驱。名世澄，别号渭川，浙江宁波鄞县人。

## 经历
项松茂幼读私塾，14岁到苏州当学徒。1900年，学徒学期结束后任上海中英药房司账（会计），后复命赴汉口开办分店，任中英药房汉口分店经理、继而任汉口商会董事。1911年回到上海任五洲药房总经理。1911年~1932年，曾多次到日本考察药业，并派人到欧美学习，学习引进制药先进技术。1918年，在天津开办五洲药房支店，并投资建立伯特利医院和福幼医院。1922年，斥巨资盘进原德商上海固本肥皂厂，改名为上海五洲固本皂药厂，生产多重新药，首创亚林臭药水、东吴药棉、甘油、牛痘苗、人造自来血等国产新药和国产固本肥皂，成为中国西药业办厂自制药品和医疗器械的先驱。五洲厂的产品先后获得了美国旧金山世界博览会银奖和日本东京大正博览会三等奖。
项松茂著有并刊印《卫生指南》一书，宣传医药卫生常识。至1929年，项松茂已投资多个企业，横跨众多工商业领域，成为上海实业巨头之一，并任大丰工业原料公司，开成造酸公司，上海新亚药厂等13家企业的董事。1931年，项松茂合伙筹建宁波实业银行。1931年，合伙承办沪闵南柘长途汽车公司，任经理和董事。项松茂先后担任上海租界华人纳税会董事、上海市商会议事、中国国货维持会执行委员、华商皂业公会主席等公职。
五四运动期间，项松茂大力倡导国货。由于五洲厂肥皂价廉物美，广受消费者欢迎，引起外商特别是英商祥茂洋行的妒恨。祥茂洋行出高价欲收买五洲厂全部厂产和商标拥有权，遭到项松茂一口拒绝。祥茂洋行随即挑起价格战，将祥茂肥皂大幅跌价倾销，妄想以次抢占市场份额，阻断五洲厂肥皂从而迫使五洲厂倒闭。项松茂亦针锋相对，毅然削价销售五洲厂肥皂，并将自己经营其他企业的利润来大力贴补五洲厂的肥皂产。项松茂并派制皂部主任改名换姓混进祥茂皂厂当职工。这位主任在英商工厂里一连干了九个月，把英商的技术摸了个透。项松茂并进一步提高产品质量，不久后便挫败了英商垄断皂业市场的企图，并使五洲固本肥皂成为当时最负盛名的畅销产品。
九一八事变后，项松茂积极支持抗日救亡运动，担任上海抗日救国委员会委员，登报声明“不进日货”。项松茂将自己企业内全体职工编组成义勇军第一营，自任营长，聘请军事教官严格训练，规定职工下班后训一小时，积极备战，招致日军仇视。淞沪会战爆发，中国军队前线伤亡很大。项松茂接受政府生产军需药品的任务，亲自监督生产，日夜不停赶制药品，供应前线急需。1932年1月31日，爱国实业家项松茂及11名员工遭日军杀害。国民政府以“抗敌不屈，死事甚烈”予以褒扬。各界舆论高度评价项松茂的爱国精神。1982年，项松茂罹难50周年之际，时全国人大常委会副委员长许德珩题写“制皂制药重科研，光业光华异众贾；抗敌救友尽忠诚，爱国殉身重千古”以示纪念。

## 著作
- 《卫生指南》